# Schatten des Ruhms – Die Michael-Landon-Story
Der autobiografische Fernsehfilm Schatten des Ruhms – Die Michael-Landon-Story (Originaltitel: Michael Landon, the Father I Knew) wurde am 23. Mai 1999 zum ersten Mal im US-amerikanischen Fernsehen ausgestrahlt und am 29. April 2000 im deutschen. Er beschreibt das Verhältnis von Michael Landon junior in Kindheit, Jugend und Adoleszenz zu seinem Vater, dem Schauspieler Michael Landon.

## Handlung
Michael Landon juniors Mutter Lynn findet über einen Privatdetektiv heraus, dass ihr Mann ein Verhältnis mit der Maskenbildnerin Cindy hat. Landon jr. bemerkt, dass sein von ihm bewunderter Vater vorgeblich zum Angeln gefahren ist, aber mit unbenutzter Ausrüstung zurückkommt. Er leidet darunter, dass sein Vater sich von der Familie zurückzieht und nun noch weniger Zeit hat als bisher, sich um seine vier Kinder mit Lynn zu kümmern.
Mit einem vom Vater geschenkten Auto hat er durch zu schnelles Fahren einen Unfall, fliegt später von der Highschool und muss deswegen bei seiner Mutter ausziehen. Bei seiner älteren Schwester Leslie kommt er unter. Aufgrund seines Namens findet er Anstellung in einem gehobenen Lokal, stellt sich aber tollpatschig an.
Als Cindy von seinem Vater schwanger wird, fühlen er und seine Schwester sich noch mehr von ihm vernachlässigt. Sein Vater verschafft ihm an einem seiner Sets einen Job, doch er verschläft und kostet die Produktionsfirma Geld. Halt findet er in einem Bibelkreis.
Zur dritten Hochzeit ihres Vaters sind alle vier Kinder aus Landons zweiter Ehe mit Lynn geladen. Lynn sucht indessen Dodie auf, Landon seniors erste Frau, und sagt ihr, dass sie sie nun verstehe, da sie selbst in der gleichen Situation sei wie diese damals. Dodie entgegnet, dass dies Schnee von gestern sei.
Landon jr. lernt am Set Sharee Gregory kennen. Er erzählt seinem Vater von der angesetzten Hochzeit und dieser meint, dass er selbst sich damit mehr Zeit hätte lassen sollen. Landon jr. kommen Zweifel an seinem Vorhaben; im Gespräch mit Sharee kommt er dann aber zum Schluss, dass er nicht wie sein Vater ist.
Dieser ruft alle seine Kinder an, sie mögen zu ihm kommen und eröffnet ihnen, dass er Bauchspeicheldrüsenkrebs habe: Er appelliert an sie, seinetwegen keine Tränen zu vergießen oder Trauermienen aufzusetzen. Landon jr. setzt daraufhin einen Funkruf ab, sucht nach Hilfe für diese Krebsart und kommt mit Tabletten aus Mexiko zu seinem Vater. Dieser erklärt, dergleichen und vieles andere schon zugeschickt erhalten zu haben, was aber letztendlich nicht geholfen hätte. Er sei bereit zu sterben und hätte keine Angst davor – er möchte auch nicht von einer Maschine am Leben gehalten werden.
Landon jr. kommt nach einigem Nachdenken zu der Erkenntnis, dass er seinem Vater zugestehen sollte, ein Mensch mit Schwächen und Stärken zu sein. Nur wenn es ihm gelingt, auf Schuldzuweisungen zu verzichten und zu vergeben, wird er sein eigenes Leben unbeschwert gestalten können.

## Hintergrund
Michael Landon jr. gibt an, dass der Film auf einer Kombination seiner eigenen Erfahrungen und dem letzten Interview seines Vaters basiert, das kurz vor seinem Tod in der Juni-Ausgabe des Life-Magazins veröffentlicht wurde. Im Februar 2005 meinte Landon Jr. zum Drehbuch: „Der Film drehte sich um die Scheidung, und das war mein Hauptgrund, ihn zu drehen. Ich habe im Grunde genommen die Richtlinien meines Vaters in seinem Life-Artikel verwendet. Das letzte Interview, das er gab, bevor er starb. Der Film stellte die Dinge aus meiner Sicht in eine Perspektive – die Affären, sein Trinken. Ich ging nach den Parametern meines Vaters in diesem Artikel, und hatte große Probleme, diese zu respektieren. Der einzige Unterschied bestand darin, dass ich hinzufügen wollte, was ich und meine Geschwister durchmachen mussten.“

## Kritiken
Der Film erhielt gemischte Kritiken, wobei einige Kritiker in Landon jrs. Drehbuch ein Element der Abrechnung feststellten. Entertainment Weekly- Kritiker Ken Tucker meinte, dass „Michael Landon jr. wenig Zuneigung für einen der beliebtesten Stars des Fernsehens“ zeigen würde, „wo doch die Öffentlichkeit Landon sr. als einen mitfühlenden und besorgten Familienmenschen sah.“ „Landon Junior erinnert sich an einen Workaholic, der seine Kinder aus mehreren Ehen zugunsten einer Folge immer jüngerer Frauen vernachlässigte.“ „Aber der Film ist auch so exzessiv – in seiner abartigen Emotionalität, seiner Psychologisierung, seinem Casting –, dass diese Version von Daddy Dearest eine gewisse unbestreitbare Anziehungskraft ausübt.“
Bei People-Magazin kritisiert Terry Kelleher ähnlich und schrieb: „In den letzten Phasen dieses Fernsehfilms wird geredet und gehandelt. Aber sein Regisseur, Michael Landon jr., scheint mehr darauf bedacht zu sein, wissen zu lassen, dass sein berühmter Vater […] ein Heuchler gewesen war. Egal, wie gut die Gründe des Sohnes sind, seine Film-Memoiren fühlen sich rachsüchtig und hart an. […] Die Geschichte endet zwar mit einer Note der Versöhnung, aber der dominierende Akkord ist Groll.“
Der Variety-Kritiker Stuart Levine war der Ansicht, dass der Film die emotionalen Phasen des älteren Landon gut dokumentierte. „Michael Landon, der während seiner fünf Jahrzehnte dauernden Fernsehkarriere in gesunden Familiendramen spielte, fand diese Wärme nicht immer in seinem eigenen Haus.“ Die Geschichte sei „nachdenklich, wenn auch etwas vorhersehbar dargestellt.“ „John Schneider leistet eine solide Arbeit, Landons Leben als Schauspieler, Vater und oft verwirrten Ehemann festzuhalten, aber es ist die Erinnerung von Michael Landon jr. an einen liebevollen, aber plötzlich distanzierten Elternteil, die für eine berührende Geschichte sorgt.“